# Рівненська єпархія ПЦУ
Рівненська єпархія — єпархія ПЦУ на території Рівненської області.

## Історія
Християнство на Волинь приніс святий рівноапостольний князь Володимир. 992 року він заснував у місті Володимир православну єпископську кафедру і збудував соборну церкву на честь Успіння Божої Матері. З припиненням роду князів Галицько-Волинських Волинь перейшла під управління володарів із роду Гедеміна. Перший із них — Любарт, прийняв православ'я і в усьому допомагав Православній Церкві. У своєму стольному граді Луцьку він збудував замок і кафедральний собор на честь святого апостола Івана Богослова.

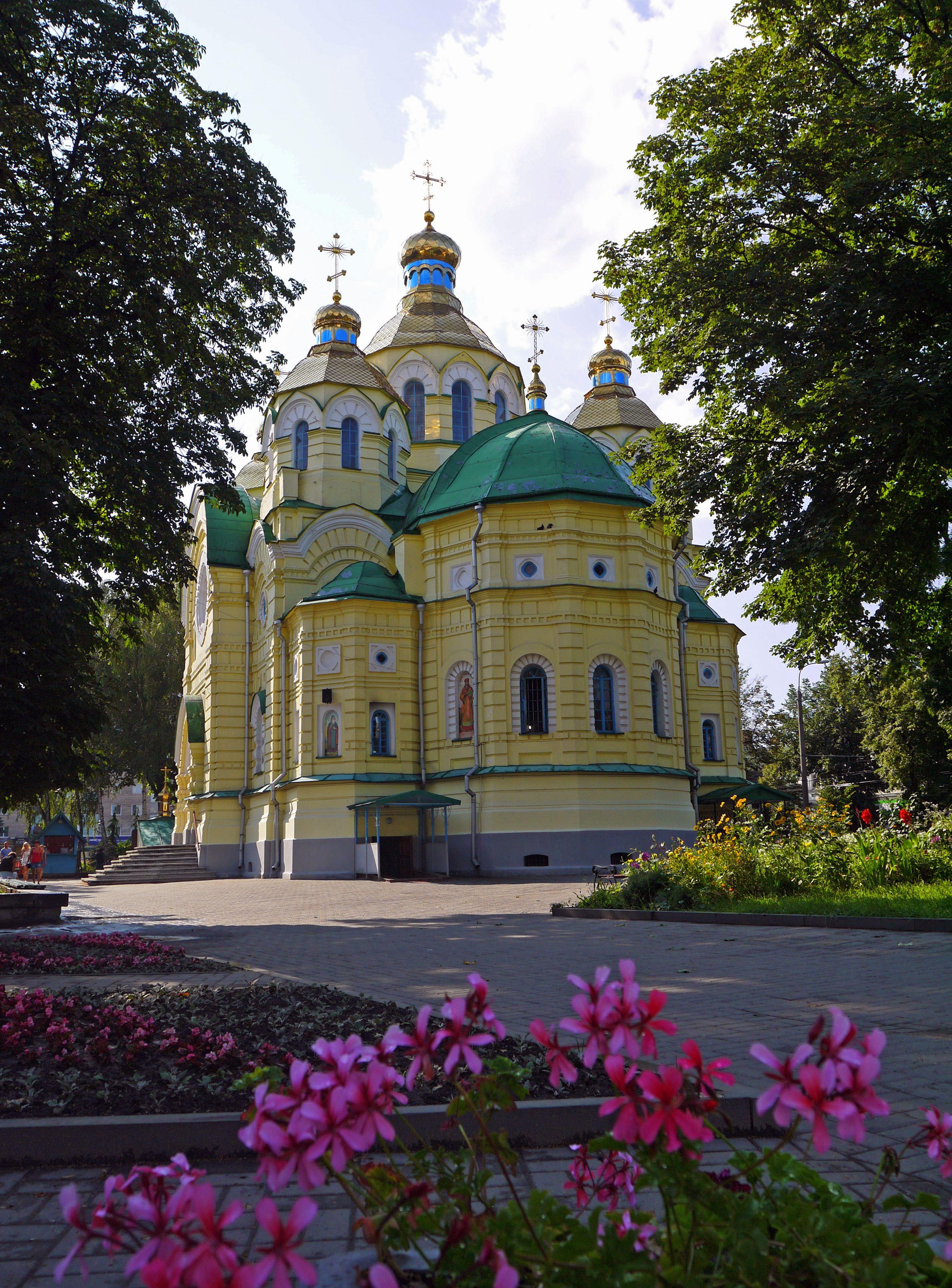
Свято-Воскресенський кафедральний собор у Рівному

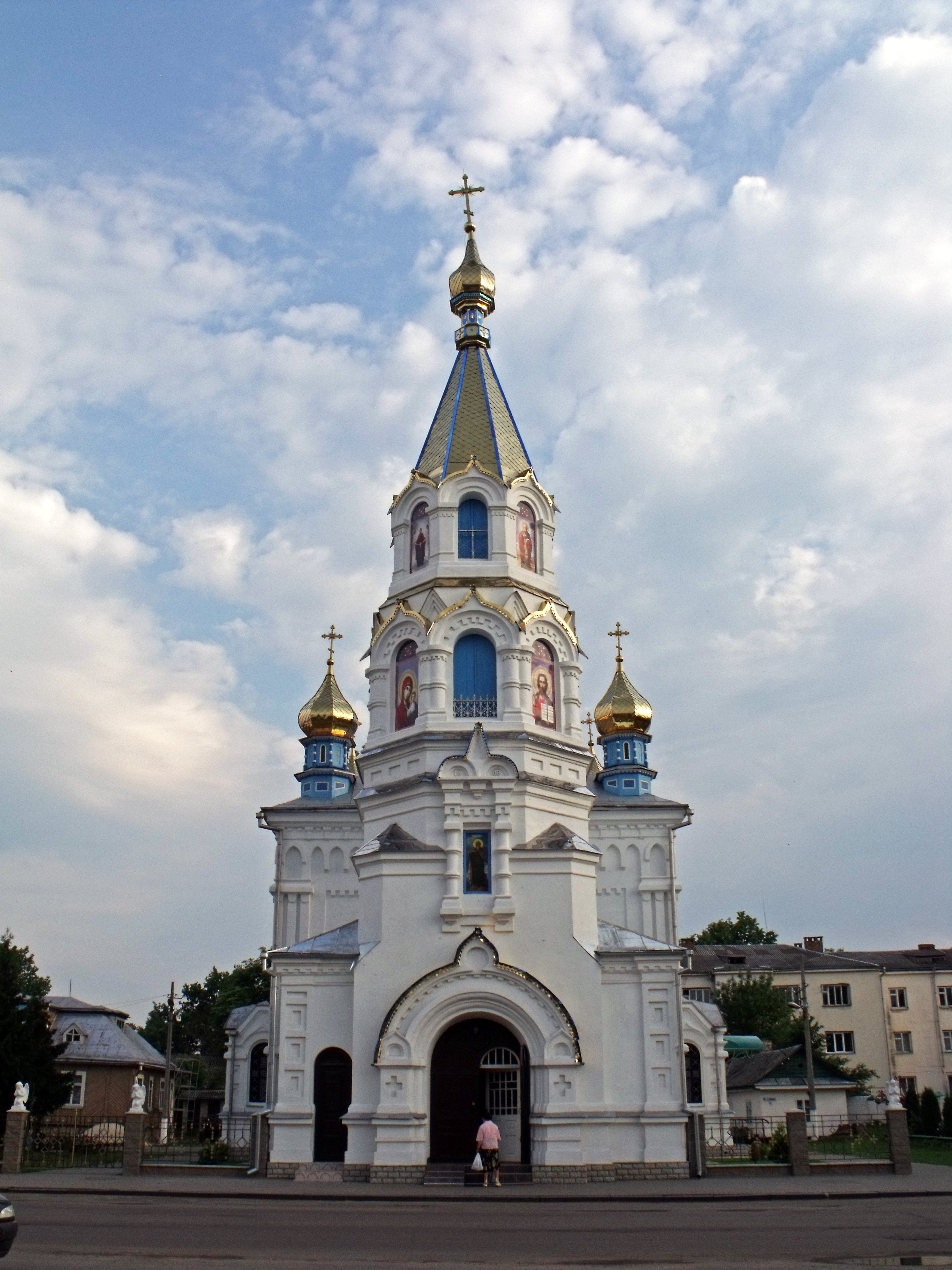
Іллінська церква в Дубні.

Князь Костянтин Острозький — захисник православної церкви на Волині — запросив Константинопольського Патріарха Єремію відвідати його володіння, аби той навів у них церковний лад. 1589 року Патріарх прибув до міста Берестя, де відразу ж зібрав собор духовенства.
Після 1921 р. згідно з Ризьким трактатом у відновленій Польщі опинилась вся західна Волинь. 13 листопада 1924 р. томосом Вселенського патріарха Григорія VII Православна Церква в Польщі визнається як автокефальна і митрополит Діонісій (Валединський) займає дві кафедри: Варшавсько-Холмську і Волинську.
Під Польщею в 1925 р. Волинська єпархія налічувала 760 парафій.
У 1989 р. почав своє відродження автокефальний рух в Православній Церкві на Волині.
7 липня 1990 р. було освячено першу в Рівненській області церкву УАПЦ (м. Рівне, Свято-Стефанівська церква на Грабнику).
10 жовтня 1990 р. на Рівненщині було створено єпархію Української Автокефальної Православної Церкви, яка адміністративно включила в себе межі Рівненської області.
Після Об'єднавчого Собору 1992 р. УАПЦ на Рівненщині реорганізувалася в Рівненську єпархію Української Православної Церкви Київського Патріархату.
Розташована вона в адміністративних межах Рівненської області з кафедральними містами Рівне та Острог. Резиденція правлячого архієрея та єпархіальне управління Рівненської єпархії розташований в м. Рівному.
Єпархія має власний навчальний заклад — Рівненську духовну семінарію.
У Рівненській єпархії щомісяця виходить єпархіальна газета «Духовна нива».
4 вересня 2019 року Архієпископ Рівненський і Острозький Іларіон освятив хрест та наріжний камінь на місці будівництва храму ПЦУ на честь святої праведної діви Юліанії Ольшанської в селі Крупове.

## Правлячі архиєреї
- Антоній (Масендич) 16 вересня 1990 - 25 січня 1992
- Полікарп (Пахалюк) 1992
- Роман (Балащук) 16 вересня 1992 - 12 квітня 1995
- Серафим (Верзун) 12 квітня 1995 - 4 квітня 2000
- Даниїл (Чокалюк) 4 квітня 2000 - 10 грудня 2005
- Євсевій (Політило) 14 грудня 2005 - 23 січня 2012
- Іларіон (Процик) з 23 січня 2012

## Структура єпархії

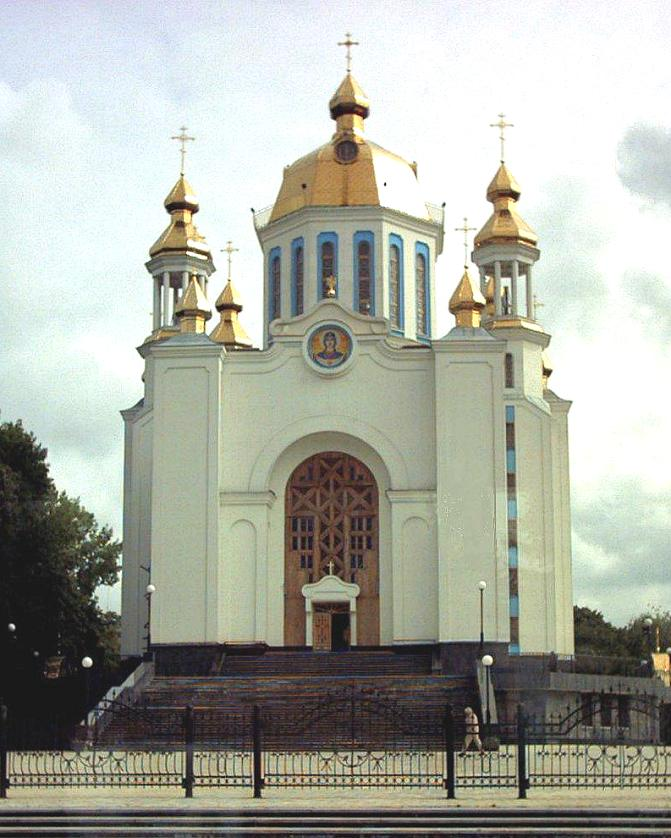
Свято-Покровський кафедральний собор

### Благочиння
1. Рівненське районне благочиння – благочинний протоієрей Олег Півень.
2. Рівненське міське благочиння – благочинний протоієрей Леонід Поліщук.
3. Березнівське районне благочиння – благочинний протоієрей Мирослав Синиця.
4. Варашське районне благочиння – благочинний протоієрей Йосип Шарко.
5. Гощанське районне благочиння – благочинний протоієрей Анатолій Мирончук.
6. Демидівське районне благочиння – благочинний протоієрей Василій Іваник.
7. Дубенське благочиння – благочинний протоієрей Василій Лозинський.
8. Дубровицьке районне благочиння – благочинний протоієрей Данило Ковтуш.
9. Здолбунівське районне благочиння – благочинний протоієрей Павло Джура.
10. Корецьке районне благочиння - благочинний протоієрей Іоан Мациканич.
11. Костопільське районне благочиння – благочинний протоієрей Андрій Кононець.
12. Клеванське благочиння – благочинний протоієрей Олександр Літвінцов.
13. Млинівське районне благочиння – благочинний протоієрей Володимир Левандовський.
14. Острозьке районне благочиння – благочинний протоієрей Юрій Лукашик.
15. Радивилівське районне благочиння – благочинний протоієрей Ігор Данилюк.
16. Сарненське районне благочиння - благочинний протоієрей Андрій Гаврилюк.

## Монастирі та чернецтво єпархії
- Дубнівський Свято-Варваринський жіночий монастир – 35600, м. Дубно Рівненської обл., вул. Шевченка, 51 (колишній монастир кармеліток на околиці Дубно). У 2004 році організацію жіночого монастиря в честь святої Варвари з благословіння Високопреосвященнійшого митрополита Даниїла благословили ігумені Анні (Кулінець), яка з 2001 року виконувала обов'язки настоятельки Свято-Миколаївського жіночого монастиря в м.Дубно, а пізніше в 2002-2004 рр. була настоятелькою жіночого монастиря Різдва Христового в м. Володимир-Волинський, що на Волині. Після неї, на період хвороби у 2014-2016 роках, новою настоятелькою була ігуменя Єфросинія (Таборинська). Але після одужання ігуменя Анна (Кулінець) у 2016 р. повернулася до настоятелсьтва в обителі.
- Гурбинський (Гурбівський) Свято-Воскресенський чоловічий монастир на Повстанських Могилах (урочище Гурби) –  35752, с. Мости Рівненського р-ну Рівненської обл., вул. Лісна, 1. Інтернет-сайт: www.monastyr.rv.ua Першим намісником Гурбенського монастиря був ігумен Антоній (Король Олександр). Отець Антоній народився у липні 1982 року в смт. Вишнівець Збаразького району Тернопільської області. Закінчив Львівську духовну академію. Кажуть, це була людина, наділена особливою аурою. Проте недовгим був земний шлях о. Антонія, який перервався у липні 2006 року при загадкових обставинах. Могила ігумена знаходиться на території Гурбенського монастиря. З серпня 2006 року настоятелем монастиря на Гурбах служив ієромонах Нифонт (Володимир Карпінський), але владика Іларіон (Процик) у 2015 році його увільнив, як і його заступника Сергія Кондрачука. 16 червня 2015 року, з благословення Святійшого Патріарха Київського і всієї Руси-України Філарета, раніше належний до Пляшевського Георгіївського монастиря ієромонах Онуфрій (Ляда) призначений намісником Гурбинського Свято-Воскресенського чоловічого монастиря на Повстанських Могилах. Його помічником став ієромонах Лука (Зань). Далі до складу братії додалися: у 2016 році - ієромонах Марк (Лісний), монах Мефодій (Ковальчук), монах Силуан (Петришин), диякон Андрій Бурдик; у 2017 році - ієродиякон Ілля (Соцький), диякон Сергій Баранецький; у 2019 році - ієромонах Нектарій (Мчедлідзе). Короткочасно, у 2016-2022 роках насельником монастиря був ієромонах Марк (Лісний), який помер 2022 року. [4]
- Свято-Георгіївський чоловічий монастир на Козацьких Могилах – 35511, с. Пляшева Дубенського р-ну Рівненської обл., вул. Козацької слави, 26.   (братський корпус), . Інтернет-сайт: http://monastyr.in.ua  Намісник – архімандрит Софроній (Бордюк), з 2013 року.
- Дубнівський Свято-Миколаївський чоловічий монастир – 35600, м. Дубно, Рівненської обл., вул. Д. Галицького, 28. Монастир було засновано 24 червня 2001 року, першою старостою була Сердюкова Олена Миколаївна, яка займалася організацією жіночого монастиря разом з ігуменею Анною (Кулінець). Настоятелем Миколаївського собору служив протоієрей Дмитро Сливчук (у 2010-2014 роках), а 13 грудня 2014 року Священний Синод УПЦ КП затведив зміни до статуту Свято-Миколаївського жіночого монастиря м. Дубно у новій редакції, як статут Свято-Миколаївського чоловічого монастиря м. Дубно Рівненської єпархії. Також Священний Синод затвердив ієромонаха Меркурія (Бікіру) намісником Свято-Миколаївського чоловічого монастиря м. Дубно та благословив його возведення у сан ігумена за посадою.
- Дубнівський (Панталійський) Свято-Хрестовоздвиженський чоловічий монастир – 35600, вул. 17 вересня (тепер - вул. Львівська), буд. 27, с. Панталія Дубенського р-ну Рівненської обл. Заснований неподалік місця, де стояв давній Дубенський хрестовоздвиженський монастир. Намісниками служили: ігумен Арсеній (Омельчук Микола Миколайович) - до 2018 року, ієромонах Миколай (Хмарний) - з 2018 року до 2021 року (як виконувач обовязки намісника). З 2021 року - ієромонах Даниїл (Шишканинець Андрій Михайлович). Відродження монастиря почалося в листопаді 2005 року, коли відкрито каплицю преподобного Іова Почаївського. Тоді ж розпочато будівництво каплиці Різдва Христового, трапезного храму Преподобного Іова Почаївського, приміщення, де продаватиметься релігійний крам. [5] У 2018 році приміщення  та землю під монастирські келії пожертвували Світлана та Марія Момотюки.
- Пересопницький Різдва Пресвятої Богородиці чоловічий монастир - с. Пересопниця, Рівненський район Рівненська обл., вул. Старослов’янська, 10. Намісник - ігумен Григорій (Нерата).

## Галерея

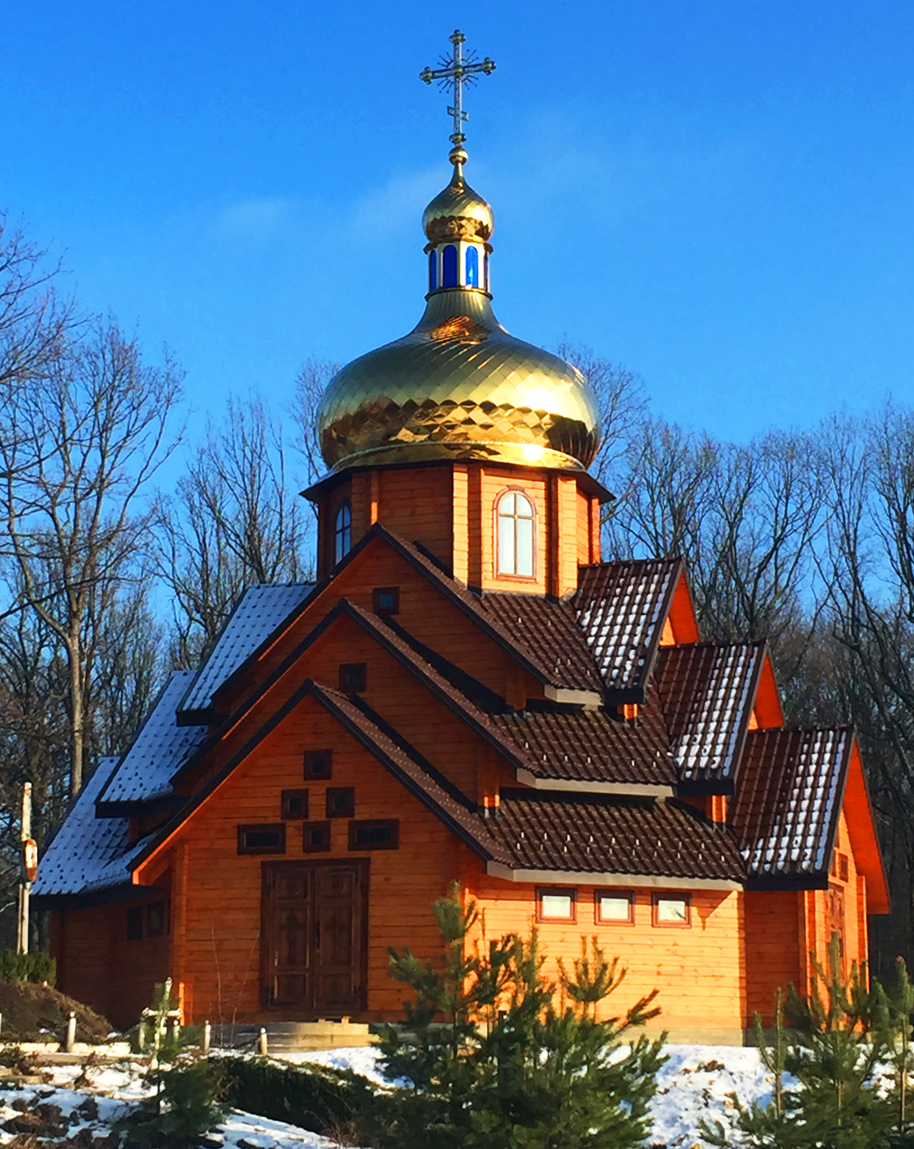
Головний храм Свято-Воскресенського Гурбинського чоловічого монастиря на Повстанських могилах
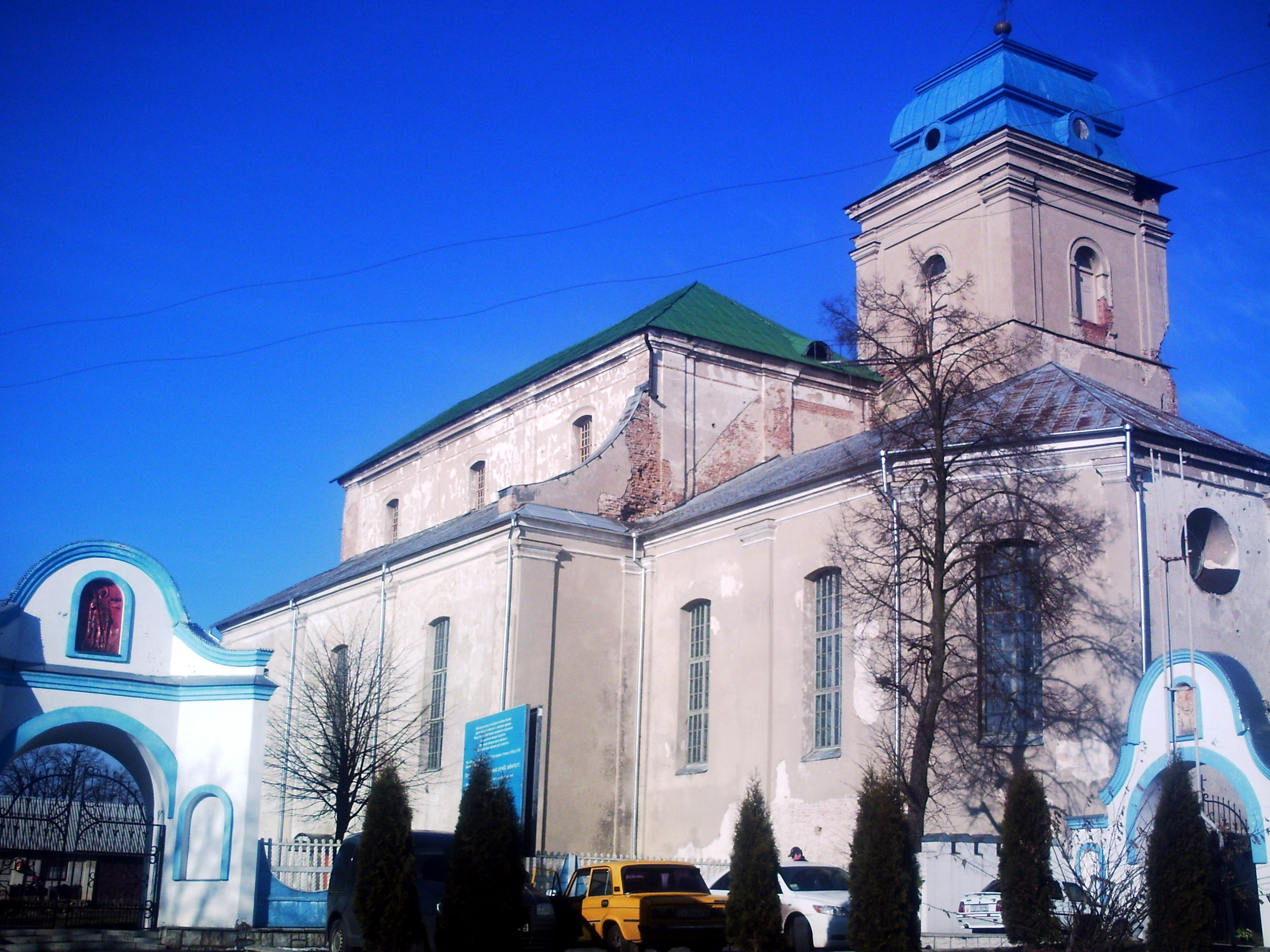
Миколаївська церква ПЦУ в Дубні
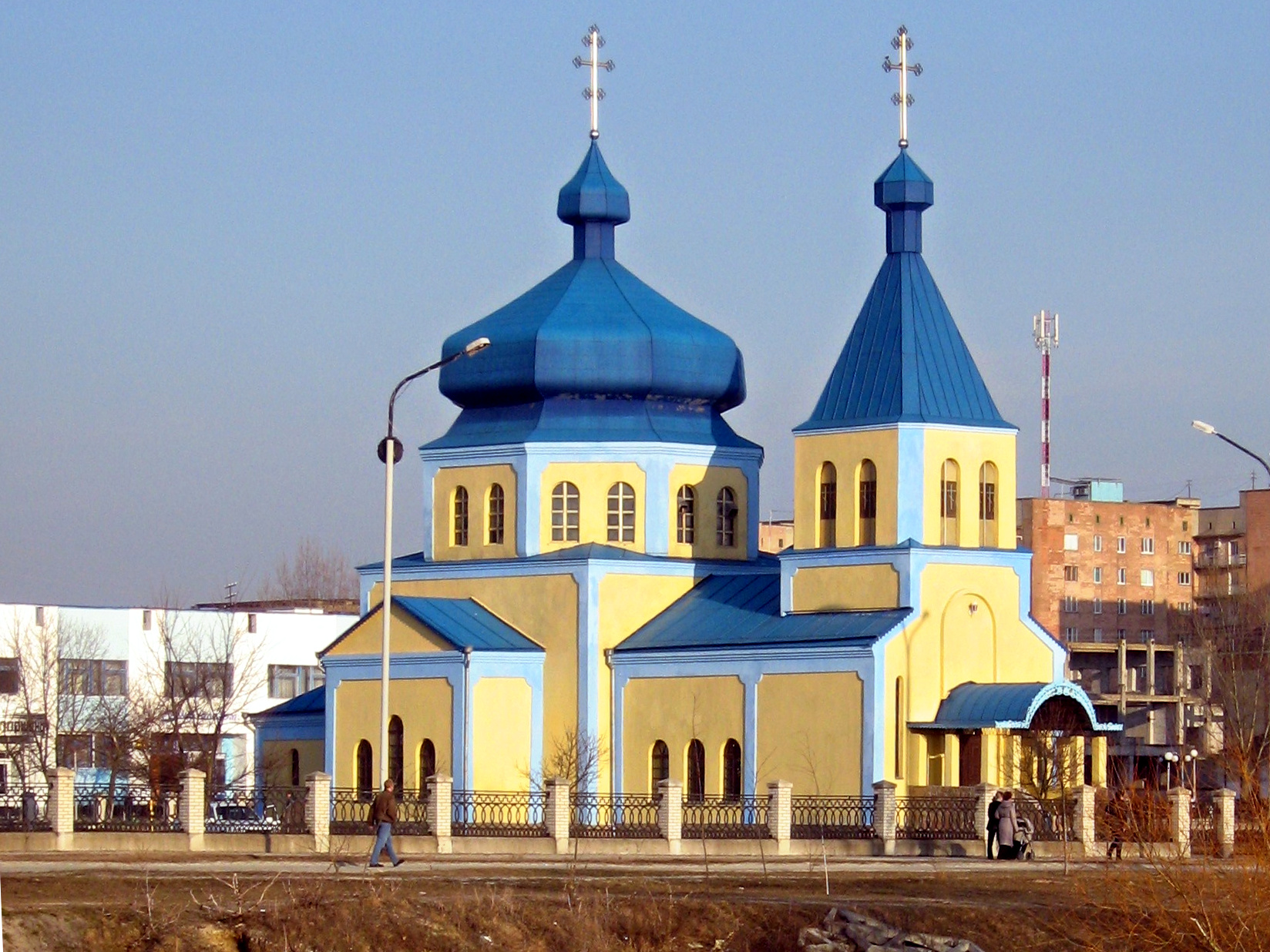
Свято-Михайлівська церква у м.Вараш.